# عباس فلاح (نظامی)
عباس فلاح سرتیپ ارتش جمهوری اسلامی ایران است، که از آذرماه ۱۳۹۹ تا اسفند ۱۴۰۲ معاون هماهنگ‌کننده و رئیس ستاد نیروی زمینی ارتش بود.
وی از ۱۳۹۰ تا ۱۳۹۱ فرماندهی گروه ۳۳ توپخانه سنندج را برعهده داشت، در فاصله سال‌های ۱۳۹۱ تا ۱۳۹۴ به‌عنوان فرمانده پشتیبانی ستاد نیروی زمینی ارتش فعالیت می‌کرد، از ۱۳۹۴ تا ۱۳۹۶ فرمانده دانشگاه علمی کاربردی نیروی زمینی ارتش بود و از ۱۳۹۶ تا ۱۳۹۸ ریاست مرکز اسناد و مطالعات راهبردی نزاجا را برعهده داشت.
فلاح از ۱۳۹۸ تا ۱۳۹۹ رئیس اداره عملیات بازرسی ستاد کل نیروهای مسلح بود. وی در سال ۱۳۹۱ درجه سرتیپ‌دومی و در سال ۱۳۹۹ درجه سرتیپی دریافت کرد.